# Sinagoga El Transito, Toledo
Sinagoga El Transito (špansko Sinagoga del Tránsito, tudi Sinagoga de Samuel ha-Leví) je zgodovinska stavba v Toledu v Španiji. Znana je po svoji bogati štukaturni dekoraciji, ki se primerja z Alcazarjem v Sevilji in palači Alhambra v Granadi. Ustanovljena je bila kot sinagoga Samuel ha-Levi Abulafia, blagajnika Petra Kastiljskega, okrog leta 1356. Ustanovitelj je bil član družine, ki je služila kastiljskim kraljem več generacij in vključno z kabalisti in Tora učenjaki kot sta bila Meir in Todros Abulafia in drugi Todros Abulafia, ki je bil eden od zadnjih pesnikov, ki je pisal v arabskem slogu z omejenimi možnostmi, ki jih judovski pesnik v dvanajstem in trinajstem stoletju imel v Španiji. Kralj Peter je verjetno dal svojo privolitev za gradnjo sinagoge kot nadomestilo Judom v Toledu za uničenje, ki se je zgodilo leta 1348 v anti-judovskih izgredih, ki so spremljali prihod v Črne smrt v Toledo. Sinagoga je bila spremenjena v cerkev po izgonu Judov iz Španije. Stavba, ki je v dobrem stanju za njeno starost, je zdaj muzej.

## Zgodovina sprememb
Po izgonu Judov iz mesta po odloku iz Alhambre leta 1492, je sinagoga prišla pod red Calatrava (Orden de Calatrava), ki je spremenil stavbo v cerkev, ki je služila samostanu posvečenem sv. Benediktu, v 17. stoletju ime cerkvi spremenila v Nuestra Señora del Transito: ime izhaja iz slike Juana Correa de Vivarija  Tránsito de Nuestra Señora.
Sinagoga je bila uporabljena tudi kot vojaško poveljstvo v času Napoleonovih vojn. Leta 1877 je stavba postala nacionalni spomenik. Preoblikovanje objekta v Sephardi muzej, kot se zdaj uradno imenuje, se je začelo okoli leta 1910, na inciativo fundacije Veca-Inclan.

## Arhitektura
Sinagoga je bila zasebna družinska sinagoga bogatega kraljevega blagajnika, Don Samuela ha-Levi Abulafia. Z navidezno odobritvijo kralja, je kljuboval vsem zakonom o sinagogah, saj je manjša in nižja od cerkve in s ploskovitejšo dekoracijo. Vsebuje Nasrid slog polikromatske štukature, hebrejske napise, ki hvalijo kralja in sebe in citate iz psalmov, kot tudi mavrski loke in masiven strop z Mudéjar motivom. Arabski napisi so prepleteni s cvetlični vzorci v štukaturnih panelih.

### Ženska galerija
V času slovesnosti so bile ženske v sinagogi ločene od moških, vendar pa jim je bilo dovoljeno obred gledati na galeriji. Galerija se nahaja v prvem nadstropju na južni strani, in ima pet odprtih oken, ki gledajo proti Aron ha-kodeš (Sveta skrinja) ali Hechal .

## Galerija
- El Transito
- Samuel ha-Levi
- Sveta skrinja
- Mozaik
- Detajl vzhodne stene
- Detajl stropa in stene
- Notranjost
- Notranjost
- Pogled na strop
- Pregrinjalo Svete skrinje
- Pogled na žensko galerijo